# Teufelsloch bei der Schönbergalpe
Teufelsloch bei der Schönbergalpe är en grotta i Österrike. Den ligger i distriktet Gmunden och förbundslandet Oberösterreich, i den centrala delen av landet. Grottan är sammanlänkad med Dachstein-Mammuthöhle.
Den högsta punkten i närheten är Krippenstein, 2 108 meter över havet, sydväst om Teufelsloch. Närmaste större samhälle är Obertraun, norr om Teufelsloch.
Trakten runt Teufelsloch består i huvudsak av gräsmarker. Runt Teufelsloch är det ganska glesbefolkat, med 25 invånare per kvadratkilometer.